# الکساندراوکا، بخش کوزینیس
الکساندراوکا، بخش کوزینیس (به لاتین: Aleksandrówka, Kozienice County) یک منطقهٔ مسکونی در لهستان است که در Gmina Kozienice واقع شده‌است.